# テネンテ・マキシミリアーノ (U28)
テネンテ・マキシミリアーノ（U28 Tenente Maximiano,マキシミリアーノ中尉の意）は、ブラジル海軍の病院船（Navios de Assistência Hospitalar,NAsH）の艦級。同型艦は有さない。
船名は、海軍軍人として第一次世界大戦、第二次世界大戦の双方に従軍し勲章を授与され、1932年のブラジル護憲革命や1937年の反共産党クーデターなどでも活躍しパンタナル地方一帯における英雄的存在であるマキシミアーノ・ジョゼ・ドス・サントス中尉（Tenente Maximiano José dos Santos）にちなむ。
ブラジル海軍の河川病院船は本級も含め、異名として「希望の船（Navios da Esperança）」と呼ばれている。

## 概要
本級はアマチュア釣り用の旅客船として運行されていた船が後病院船への改装工事を施され、2009年にブラジル海軍に編入された病院船である。
幅広で喫水が浅い船型をしており、ブラジル中西部のマットグロッソ州及びマットグロッソ・ド・スル州を擁するパンタナル地域一帯の内陸河川沿い住人に対する医療支援を中心に活動している。
船内の医療設備により軽易な手術を含む各種の医科歯科の診断、治療を提供する事が可能であり、患者の移送手段として小型高速ボート2隻を搭載している。ただし、ヘリコプターの運用能力は持たない。
モットーは「Partilhar a VIDA é a Razão deste barco（命を分かち合うことが、この船の理由）」。

## 設計
アマチュア釣り用の旅客船として就役し、推進システムの近代化、手術室、診療室、滅菌室、歯科設備、X戦装置等に加えてそれらに電力を供給する配電システムに関する病院船化改修を受るなど、大規模な改装工事を経て病院船として再就役した。

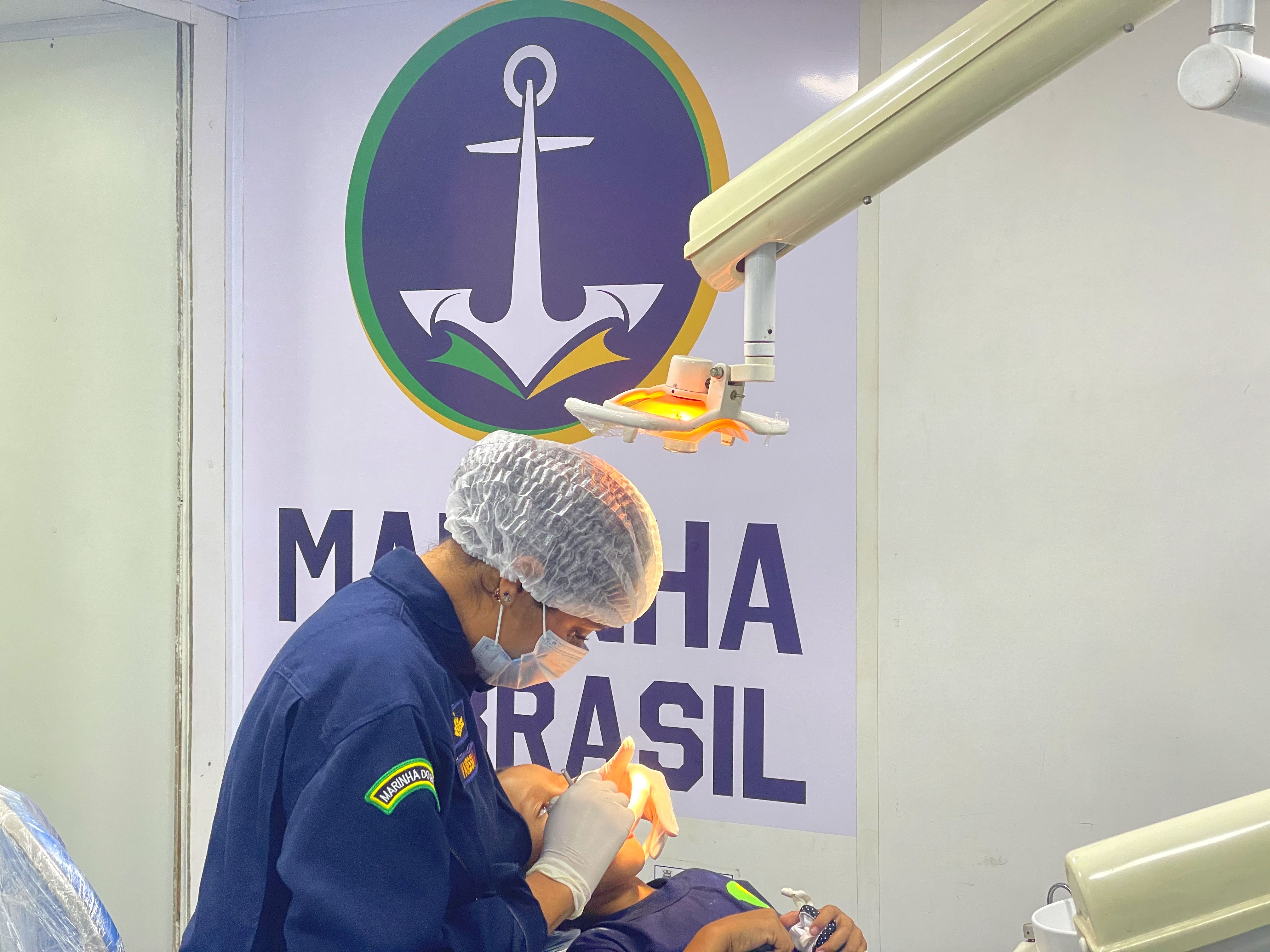
船内歯科診療施設

医療設備としては外科処置室、診療室、滅菌室、隔離室、薬剤室、検査室、医師室、歯科治療室、レントゲン室を有し、患者移送用の高速ボート2艇を搭載している。

## 来歴・運用
本船は元々釣り船として運行されていた旅客船「SCORPIONS」であり、2008年1月31日にブラジル海軍に買収され、大規模な改装工事を経て、2009年3月17日にラダリオ河川基地（Base Fluvial de Ladário）において病院船「テネンテ・マキシミアーノ」として海軍へ編入された

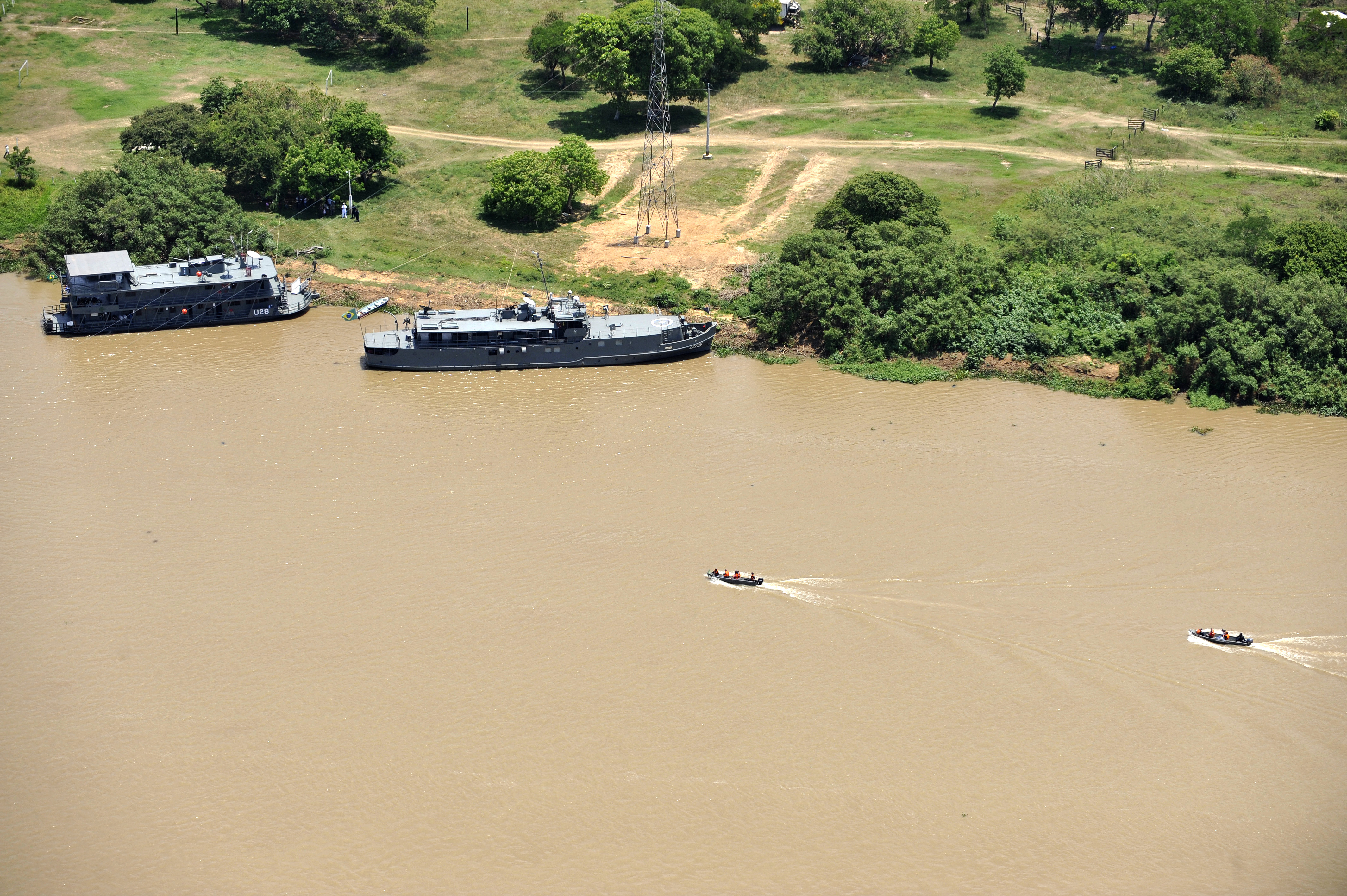
パラグアイ川で行動するテネンテ・マキシミリアーノ（画面左）

本船はパンタナルを管轄とするブラジル海軍第6海軍管区に所属しており、ブラジル中西部のマットグロッソ州及びマットグロッソ・ド・スル州を擁するパンタナル地域一帯の内陸河川沿いの住人に対し、医療、歯科治療、健康診断などの「市民社会支援活動（Ações Cívico Sociais ,ACISO）」及び「病院支援活動（ASSHOP, Assistência Hospitalar）」を提供する事を基本的な任務としつつ、ブラジル中西部国境地域で活動する海軍哨戒部隊の後方支援を行う